# Androstane
L'androstane est un noyau stéroïdien. Il correspond au stéroïde à 19 atomes de carbone. Il existe en deux isomères, le 5α-androstane et le 5β-androstane, en fonction de la position de l'atome d'hydrogène sur le carbone 5.

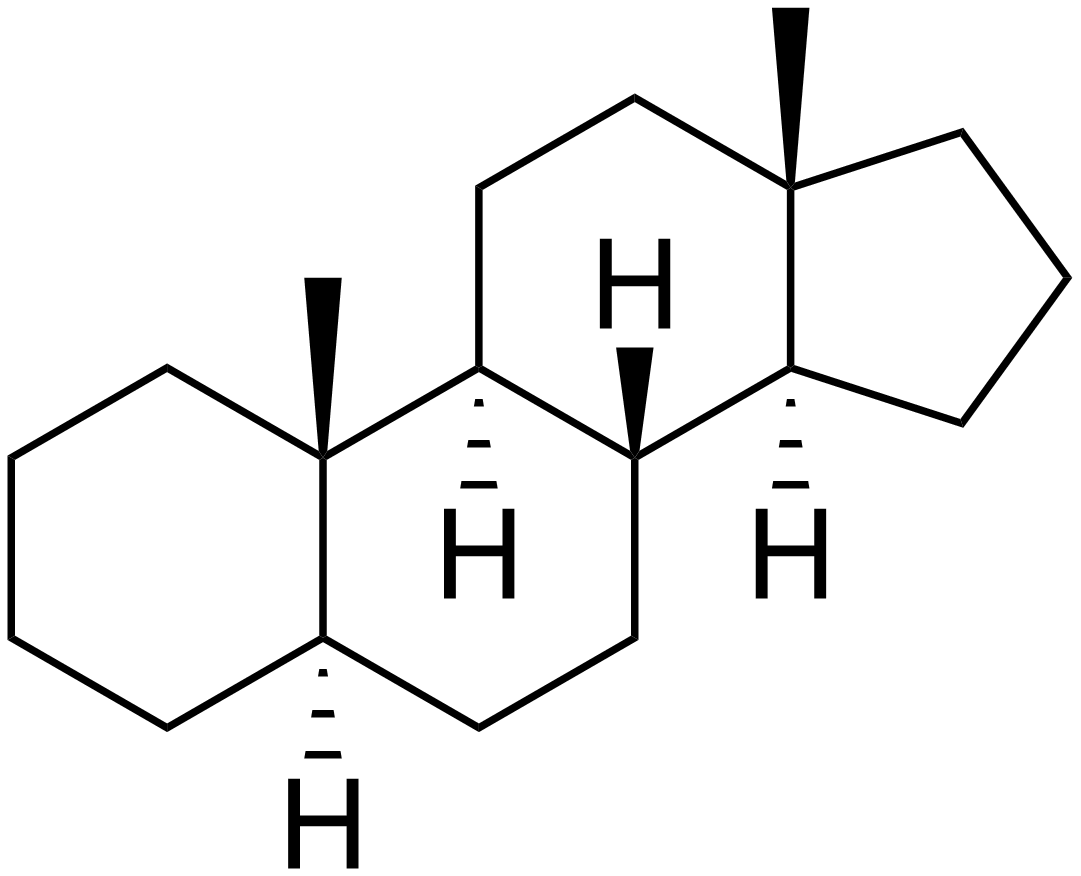
5α-Androstane
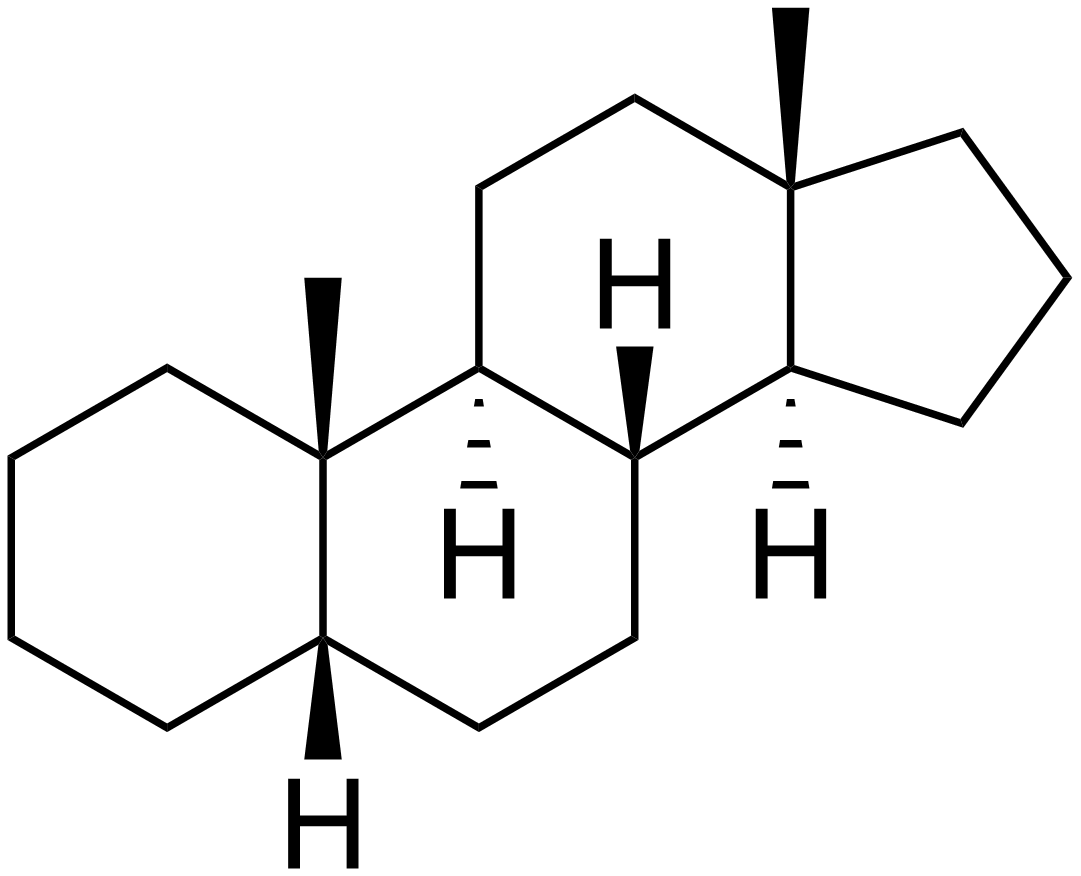
5β-Androstane